# Линь Дайюй (куртизанка)
Линь Дайюй (урождённая Линь Цзиньбао; ? — 1921) — одна из четырёх самых известных шанхайских куртизанок (四大金刚) позднецинского периода.

## Биография
В возрасте около восьми лет была отдана в чужую семью в качестве невесты; в возрасте около девяти лет отправилась в Шанхай в качестве служанки для своей свекрови, там же была продана в бордель. Сначала взяла себе псевдоним Xiaojinling, после чего сменила его на Линь Дайюй, по имени главной героини романа «Сон в красном тереме».
Линь Дайю была красноречивой и остроумной, хорошо пела и исполняла китайскую оперу. В 1897 году Ли Боянь в статье для «Youxibao» назвал Линь Дайюй, Лу Ланьфэнь, Цзинь Сяобао и Чжан Шую «четырьмя великими достойными дамами». В 1898 году на пожертвования «четырех достойных дам» было построено кладбище для нищенствующих проституток «Зал прекрасных дам» (кит. 群芳一中).
Линь Дайюй была замужем свыше десяти раз. В 1920 году она открыла собственный бордель, а на следующий год умерла.

## Комментарии
1. ↑  Также известна как Старшая Линь Дайюй (老林黛玉). Уточнение было вынужденным, поскольку после смерти куртизанки появилась ещё одна куртизанка с таким же именем Линь Дайюй. Дабы избежать путаницы, последнюю звали Младшая Линь Дайюй （小林黛玉）.